# Economia e transportes da Sardenha

## Economia

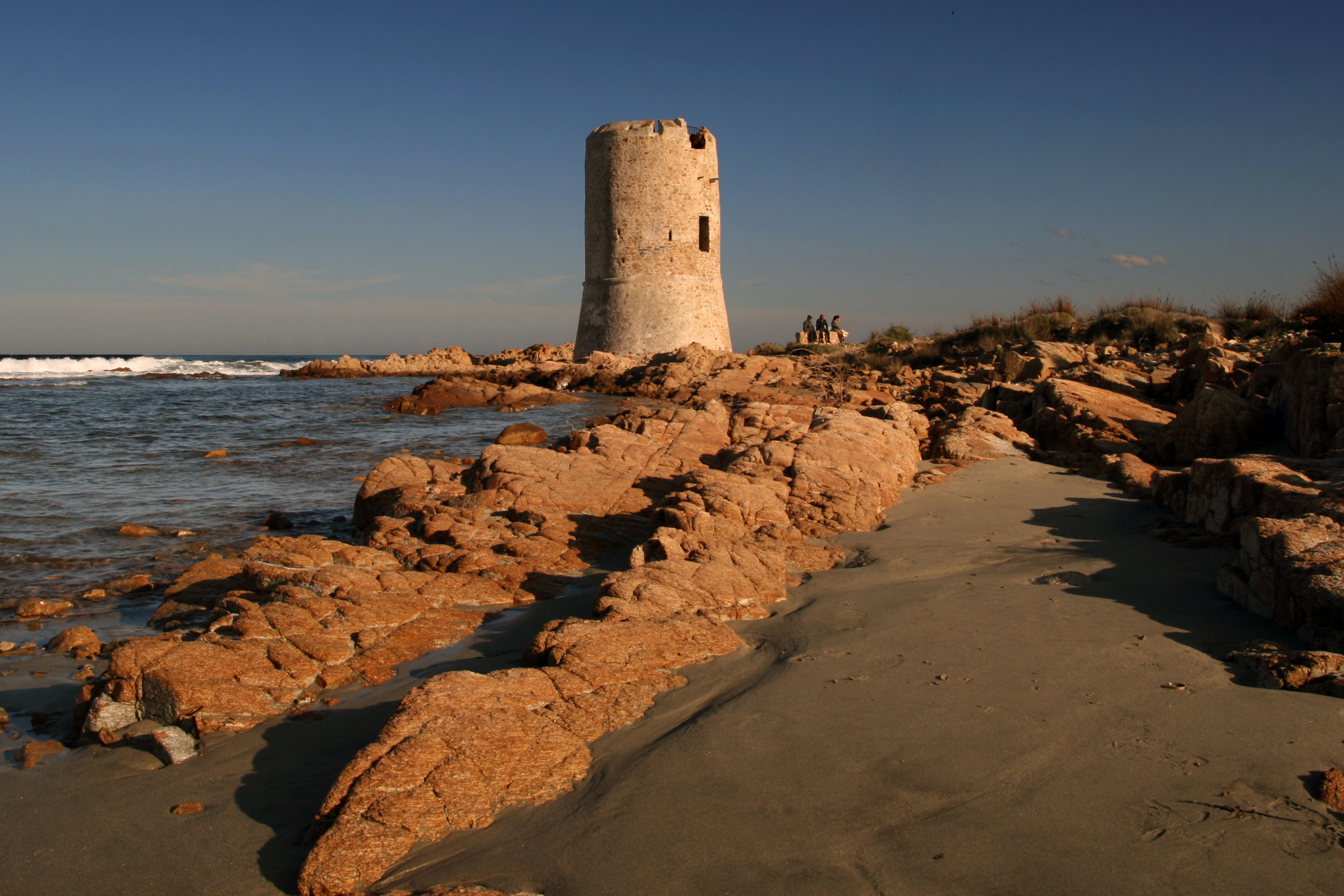
Praia La Caletta, perto de Siniscola

Os recursos económicos da Sardenha são principalmente de dois tipos: os tradicionais, como a pecuária e os novos, como o turismo. Apesar destes, a taxa de desemprego é usualmente muito alta (12% em 2005), sobretudo entre os jovens (22%) em 2005,  valores apesar de tudo inferiores aos das regiões do sul da Itália continental. Enquanto esta situação não é resolvida, haverá mau estar e emigração, assistindo-se a um despovoamento do interior. A União Europeia respondeu aos apelos de ajuda autorizando em 1999 um regime de ajudas ao emprego sob a forma de redução de encargos sociais.
À parte das assimetrias, a Sardenha como um todo encontra-se entre as regiões europeias do sul melhor posicionadas em termos económicos. O desenvolvimento económico é mais notório em regiões interiores das províncias de Cálhari e Sassari. De acordo com o Eurostat, o Produto Interno Bruto em 2007 foi 33 823,2 milhões de Euros. O PIB per capita em 2009 foi de 20 627 €.
A economia da região é penalizada pelos altos custos dos transportes de mercadorias e eletricidade, que são o dobro dos das regiões continentais de Itália.

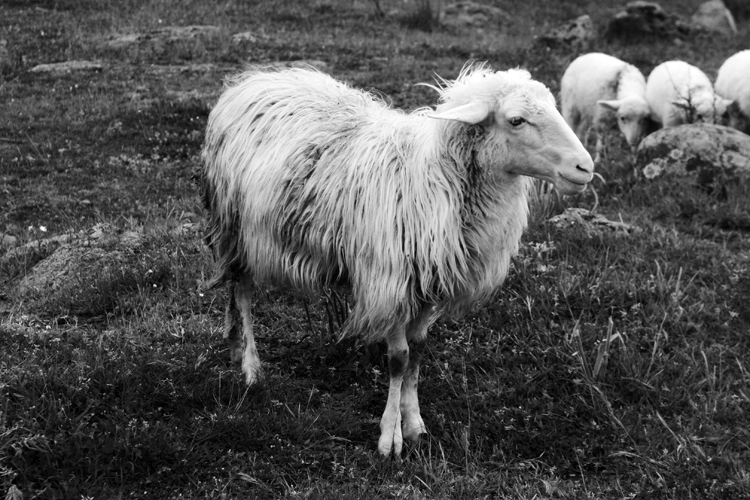
Ovelha de raça sarda (brabei sarda em)

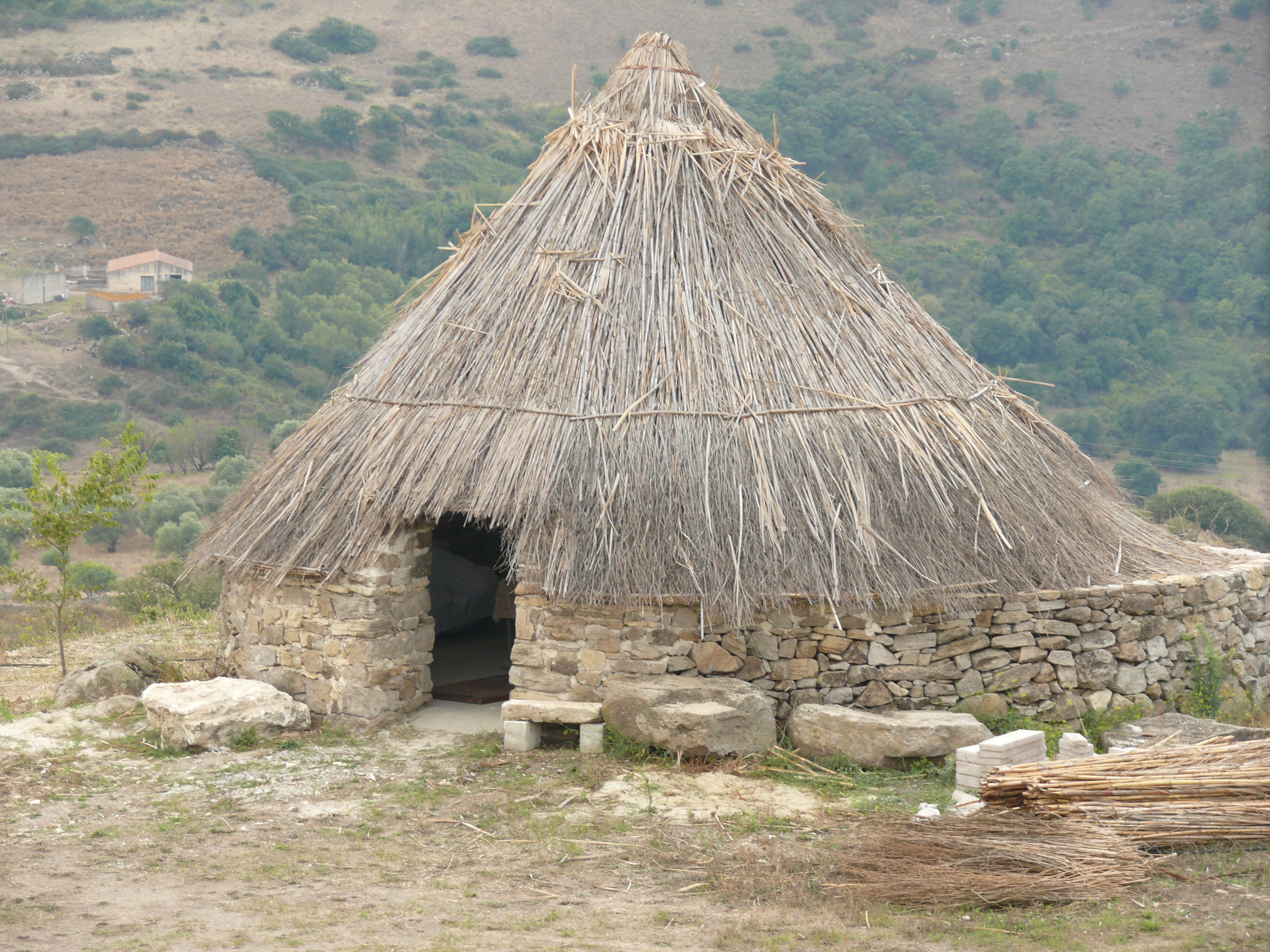
Choupana de pastores na região de Mejlogu, província de Sassari

| Evolução do PIB da Sardenha entre 2000 e 2007 | Evolução do PIB da Sardenha entre 2000 e 2007 | Evolução do PIB da Sardenha entre 2000 e 2007 | Evolução do PIB da Sardenha entre 2000 e 2007 | Evolução do PIB da Sardenha entre 2000 e 2007 | Evolução do PIB da Sardenha entre 2000 e 2007 | Evolução do PIB da Sardenha entre 2000 e 2007 | Evolução do PIB da Sardenha entre 2000 e 2007 | Evolução do PIB da Sardenha entre 2000 e 2007 |
|                                               | 2000                                          | 2001                                          | 2002                                          | 2003                                          | 2004                                          | 2005                                          | 2006                                          | 2007                                          |
| --------------------------------------------- | --------------------------------------------- | --------------------------------------------- | --------------------------------------------- | --------------------------------------------- | --------------------------------------------- | --------------------------------------------- | --------------------------------------------- | --------------------------------------------- |
| nominal (milhões de €)                        | 25 958,1                                      | 27 547,6                                      | 28 151,6                                      | 29 487,3                                      | 30 595,5                                      | 31 421,3                                      | 32 579,0                                      | 33 823,2                                      |
| per capita (€)                                | 15 861,0                                      | 16 871,4                                      | 17 226,5                                      | 17 975,7                                      | 18 581,0                                      | 19 009,8                                      | 19 654,3                                      | 20 444,1                                      |

### Setor primário
O setor primário é muito importante, especialmente a criação de cabras e ovelhas e o fabrico de queijos, mas também a agricultura em geral e o setor dos vinhos, que teem vindo a ganhar fama internacional.

#### Pecuária
A pecuária está muito implantada na Sardenha, sobretudo nas regiões montanhosas, pelo que tem uma grande importância não só económica como social. Os rebanhos são principalmente de ovinos e caprinos que produzem carne e leite que é usado para o fabrico de queijo. Em 1999 a ilha tinha 189 000 caprinos. A Sardenha é o principal exportador de queijo para os Estados Unidos e Canadá.
Estão recenseados aproximadamente 15 000 produtores de ovinos e caprinos, os quais procuram aumentar a produção de produtos de maior valor acrescentado, nomeadamente os de Denominação de Origem Controlada e outros tipo de Indicação Geográfica Protegida. Entre as atividades associadas ao melhoramento da produção pecuária da ilha podem-se citar, por exemplo, os estudos levados a cabo pelo Istituto Zootecnico e Caseario per la Sardegna e as associações de produtores pecuários de Nùoro e Cálhari sobre a cabra de raça sarda.

#### Agricultura
A agricultura é muito diversificada, encontrando-se desde trigo e outros cerais, fruta (citrinos, cereja, etc.), vegetais como alcachofra, açafrão, azeitona para produção de azeite, cortiça, vinha, etc. O vinho é produzido desde os tempos nurágicos.
A agricultura foi modernizada especialmente na planície de Campidano, onde se produzem hortaliças, citrinos e arroz.

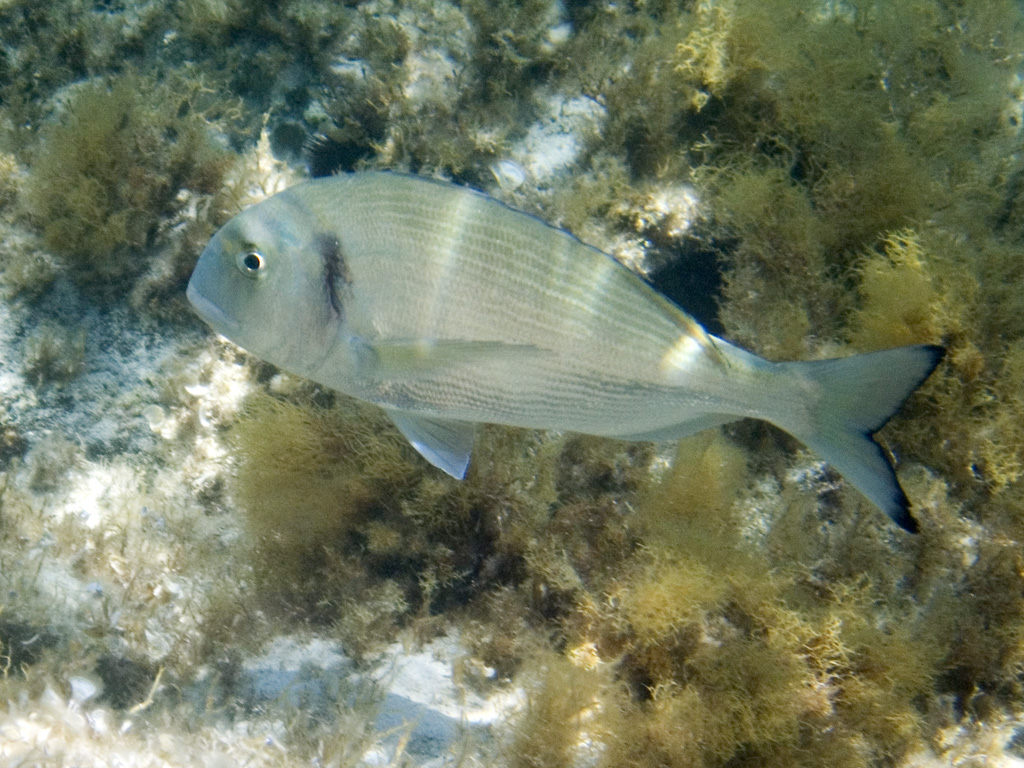
Dourada na costa noroeste

A exploração de cortiça ocorre principalmente na parte norte da região de Gallura, na zona de Calangianus e Tempio Pausania, onde existem 130 empresas nesse ramo que tem sido um dos motores do desenvolvimento económico da Sardenha. Todos os anos são extraídos 200 000 quintais de cortiça, sendo 40% do produto final exportado.

#### Pesca
A pesca é também uma atividade importante, embora não tanto como se esperaria numa ilha — por razões históricas, não há uma tradição marítima assim tão forte. No entanto, é de alguma importância a pesca de enguias, que se pratica desde a Antiguidade e do atum. Os atuns de Portoscuso são exportados para todo o mundo, com destaque para o Japão.

#### Minas
A sardenha dispõe de vastos recursos minerais, existindo minas um pouco por toda a ilha. No entanto, a maior concentração encontra-se no sudoeste. Há vestígios de explorações mineiras com mais de 8 000 anos, cuja riqueza contribuiu desde cedo para atrair comerciantes e invasores.
| Principais minérios da Sardenha                                                | Principais minérios da Sardenha                                                                                                  | Principais minérios da Sardenha |
| Ferro                                                                          | Cálcio | Outros |
| ------------------------------------------------------------------------------ | --- | --- |
| - Calcopirite (também contém cobre) - Siderite - Pirite - Magnetite - Hematite | - Granito (também contém alumínio) - Dolomite (também contém magnésio) - Aragonite - Fluorite (também contém fluoreto) - Calcite | - Cinábrio (também contém mercúrio) - Coríndon (também contém alumínio) - Galena (também contém chumbo) - Greda (também contém calcário et argila) |

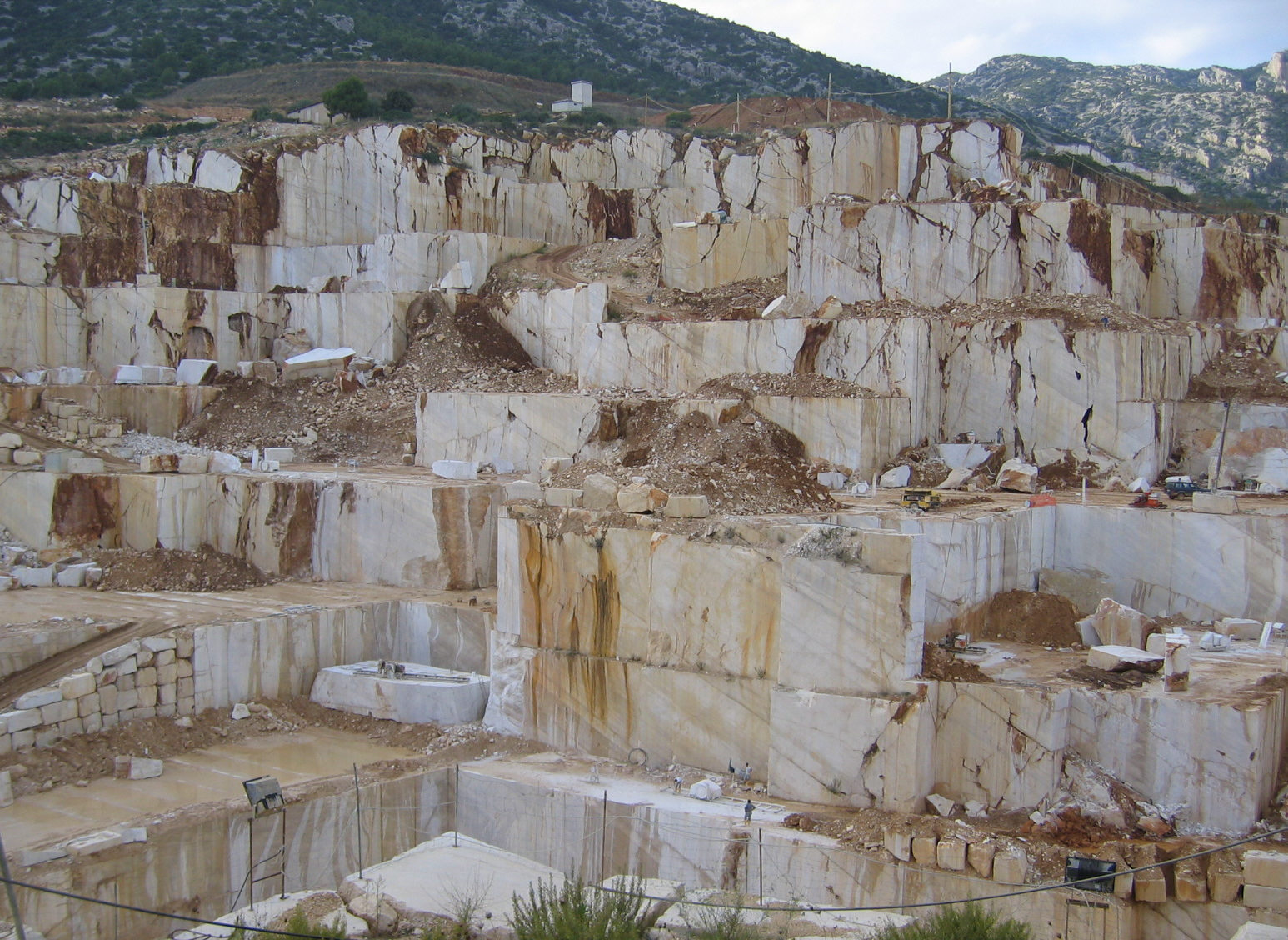
Pedreira de calcário perto de Orosei

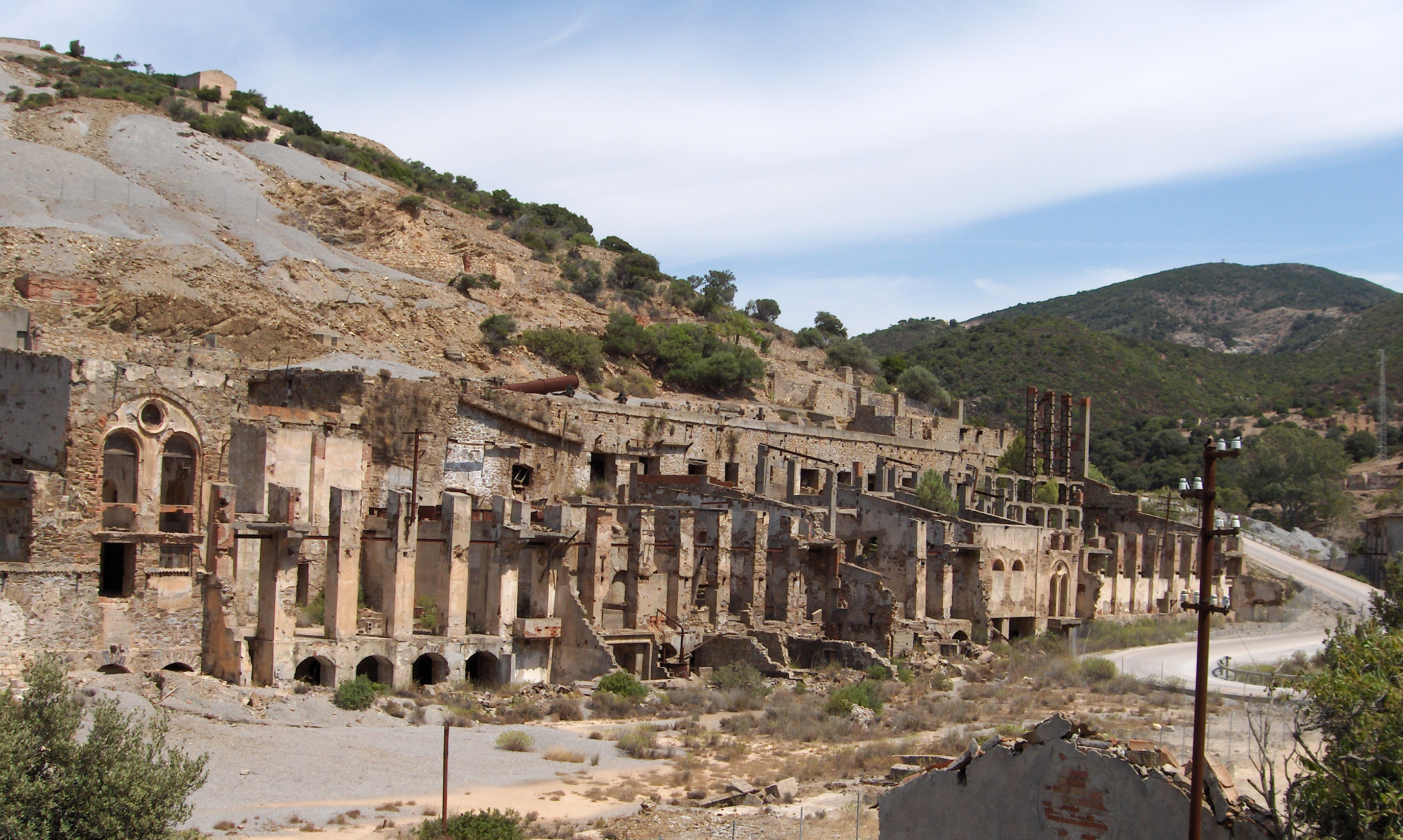
Ruínas de lavaria das minas de Ingurtosu, na comuna de Arbus

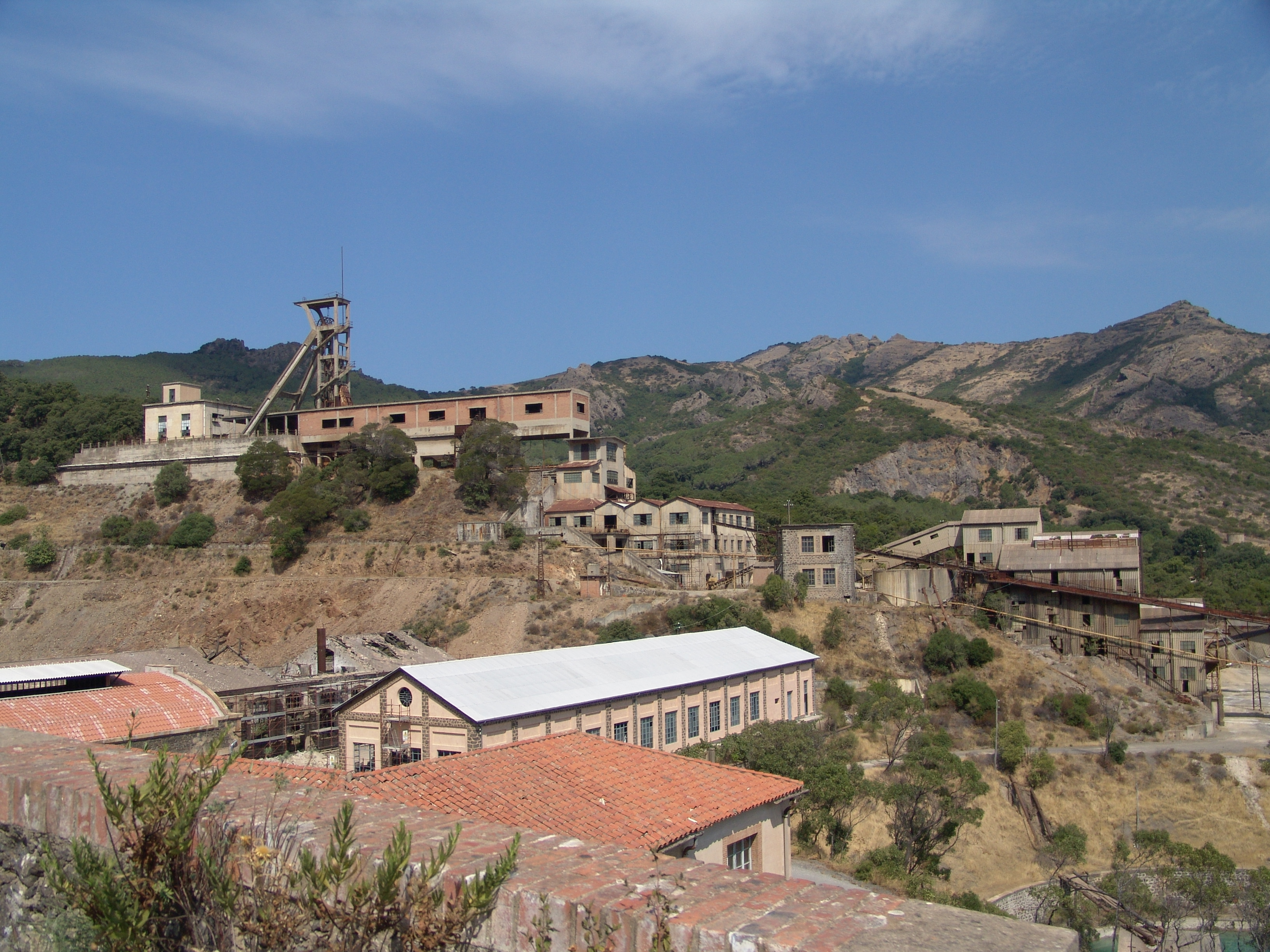
Minas de Montevecchio, na comuna de Arbus

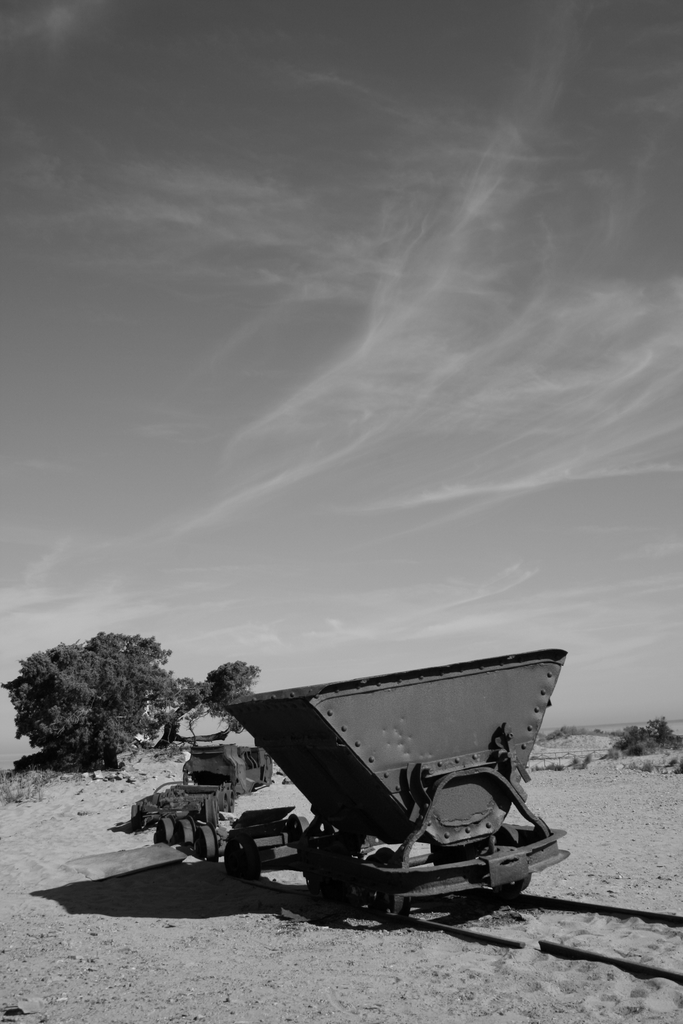
Minas de Piscinas, na comuna de Arbus

As atividades mineiras mais importantes são o carvão (em Carbonia e Bacu Abis), antimónio (Villasalto), ouro (Furtei), bauxite (Olmedo), chumbo e zinco (Iglesiente, Nurra). Há também explorações de prata.
Ao contrário dos restantes minérios, que foram explorados desde a Antiguidade, principalmente durante o período romano, a mineração de ouro só foi iniciada em 1997, utilizando uma nova técnica desenvolvida na Europa.
A extração de granito é uma indústria florescente no norte da ilha. A região de Gallura tem cerca de 260 empresas que exploram 60 pedreiras de onde é extraído 75% de todo o granito italiano.
A exploração de sal marinho, uma atividade de grande importância no passado, ainda se pratica.

### Indústria
As principais indústrias da ilha são químicas. As mais importantes resultaram de um plano de desenvolvimento económico posto em prática nos anos 1960, baseado em monocultura industrial. A crise mundial da indústria química teve grande repercussão na ilha e esses efeitos foram amplificados pelo abaixamento de produção nas minas de alumínio, carvão e chumbo.
| Principais indústrias da Sardenha | Principais indústrias da Sardenha           |
| Tipo | Locais                                      |
| --- | ------------------------------------------- |
| Química | Porto Torres, Cagliari, Villacidro e Ottana |
| Petroquímica | Porto Torres e Sarroch                      |
| Cimento | Cagliari                                    |
| Farmacêutica | Sassari                                     |
| Metalo-mecânica | Porto Scuso, Porto Vesme e Villacidro       |
| Construção de plataformas petrolíferas                                                                                                   | Arbatax (Tortolì)                           |
| Construção e reparação naval | Arbatax, Ólbia e Porto Torres               |
| Alimentar |                                             |
| Refinarias de açúcar | Villasor e Oristano                         |
| Lacticínios | Arborea, Macomer e Thiesi                   |
| Transformação de peixe | Ólbia                                       |
| Há ainda diversas manufaturas e indústrias artesanais que produzem tapetes, têxteis, renda, cestaria e joalheria, nomeadamente de coral. |                                             |

#### Energia
A Sardenha é a única região italiana que produz mais eletricidade do que aquela que consome, pelo que os graves problemas de abastecimento de eletricidade sentidos em Itália em 2003 não afetaram a ilha. No entanto, a insuficiência de linhas de transmissão prejudique a a exportação de energia — a ilha encontra-se a mais de 400 km do continente. Até 2009, a única linha de transmissão de energia elétrica que ligava a ilha com o continente era a SACOI, construída em 1965, que serve igualmente a Córsega. Em 2009 o novo cabo submarino SAPEI entrou em operação, ligando a central termoelétrica de Fiume Santo, situada no golfo de Asinara, no noroeste da ilha, a Latina, na península itálica.
Está previsto que até 2014 essa central fique equipada com uma nova unidade de carvão de 410 MW, que irá aumentar a potência instalada (1 041 MW em 2009) em 40%.
Em 2009 a Sardenha era a única região de Itália que não era abastecida de gás natural por gasoduto, mas essa situação era mudar com a entrada em funcionamento do gasoduto submarino GALSI atualmente em construção, que em 2012 ligará a Argélia com a Sardenha, Córsega e Itália continental.

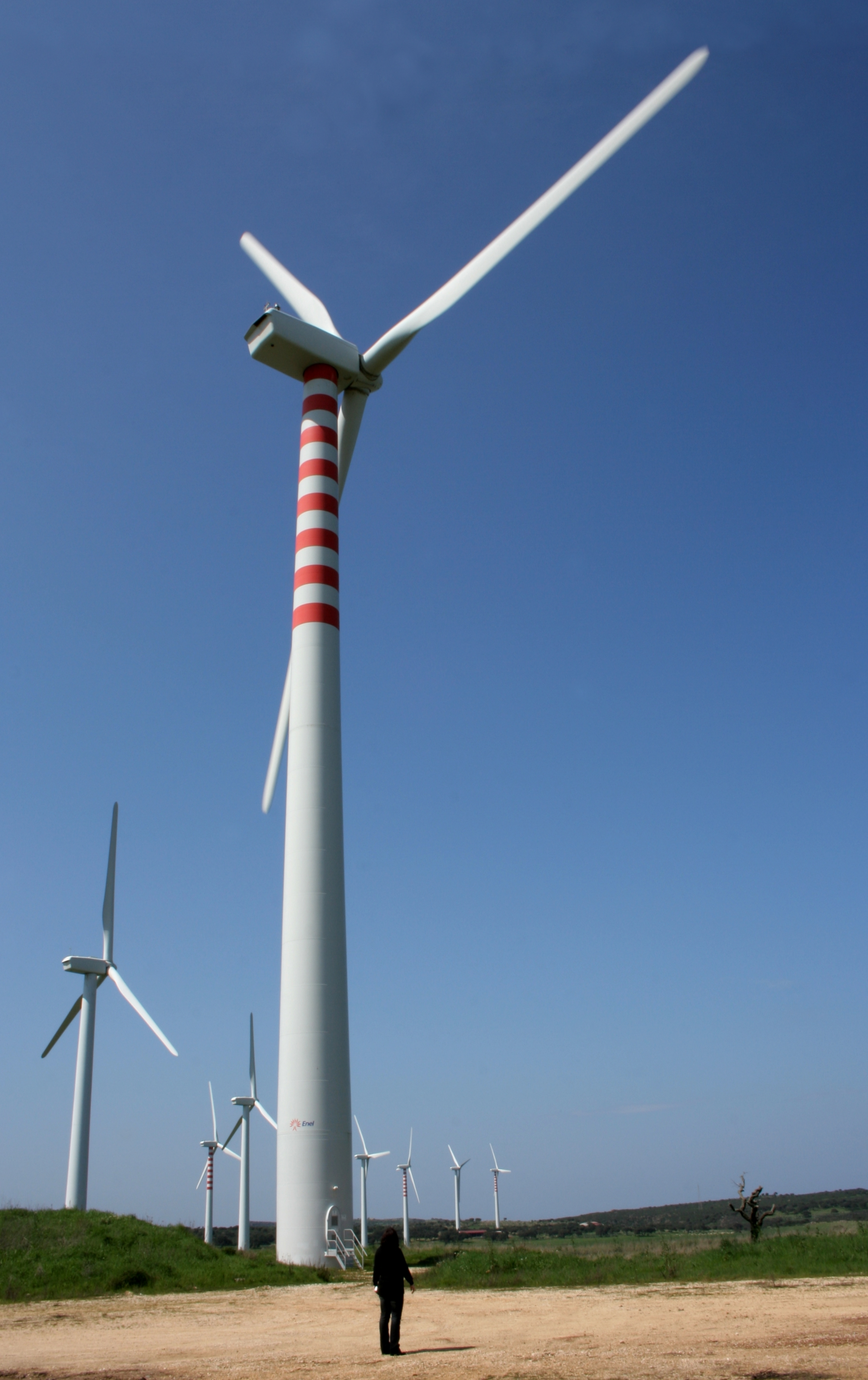
Parque eólico em Sedini, província de Sassari

A região está igualmente empenhada no aproveitamento de energias renováveis, nomeadamente com a liderança do projeto ENERMED (ENERgia MEDiterrâneo), integrado no programa INTERREG da União Europeia e financiado pelo Fundo Europeu de Desenvolvimento Regional (FEDER). O potencial para o aproveitamento da energia eólica é muito grande, principalmente no norte da ilha, dada a presença de ventos regulares, a existência de grandes espaços com baixa densidade populacional com acesso fácil, fatores que levam a União Europeia a considerar o norte da Sardenha o local ideal para o desenvolvimento deste tipo de exploração e a financiar iniciativas nesse sentido. Os obejtivos são contribuir para a independência energética e o cumprimento do Protocolo de Quioto.
Em 2004 uma parceria da Électricité de France (EDF) e a italiana Enel instalou uma cental eólica de 22 MW. A Enel foi mais longe e em 2006 instalou um parque eólico em Sedini com 54 MW. Em 2008, uma parceria entre uma subsidiária da EDF e uma empresa local, a Fri-El Green Power, colocou em serviço em gerador eólico de 70 MW em Campidano.

### Setor terciário
A economia da região está atualmente muito focada no setor terciário, o qual está muito desenvolvido é responsável por 67.8% dos empregos. As principais atividades são o comércio, serviços, tecnologias da informação, administração pública e turismo.

#### Turismo

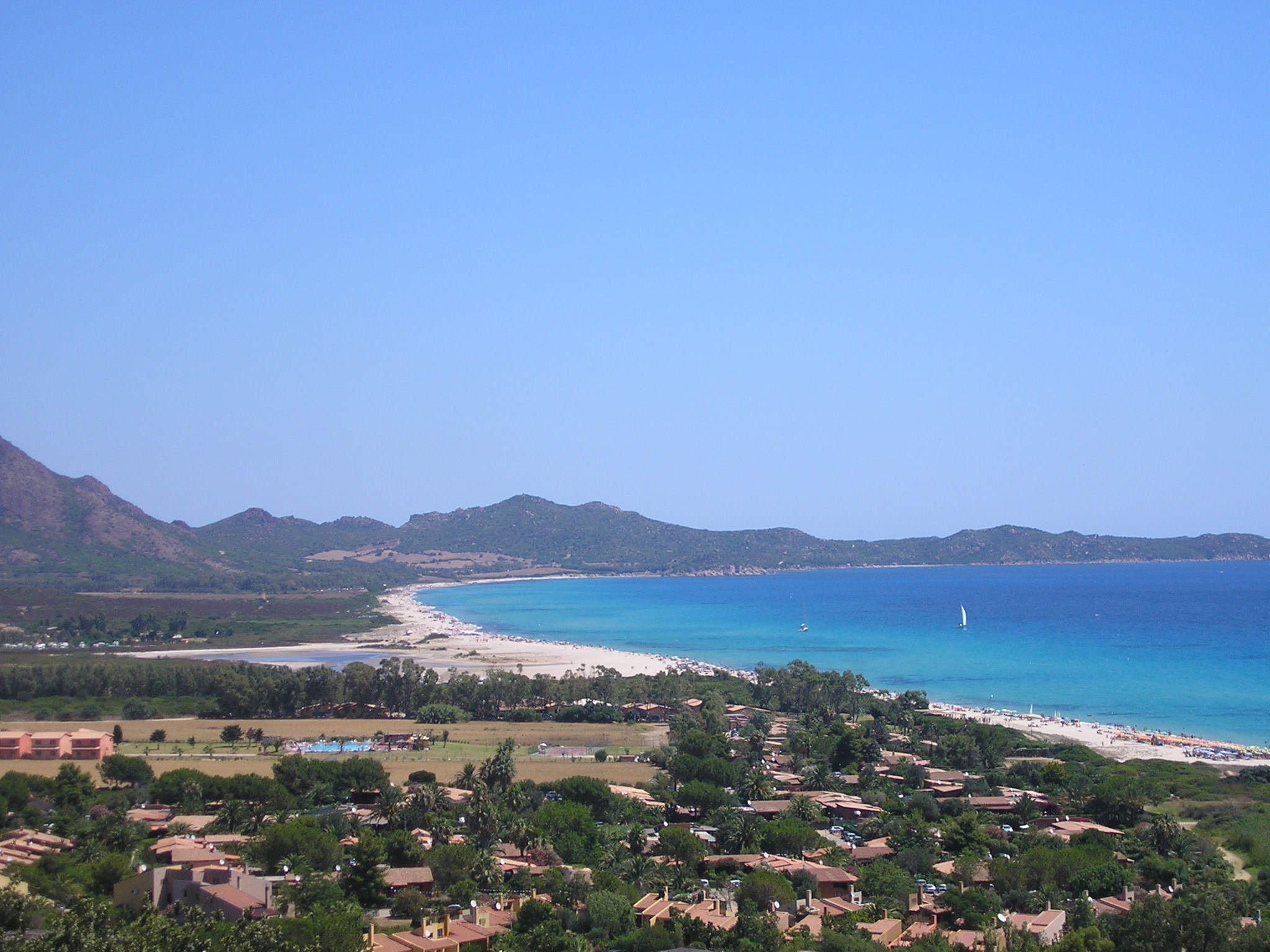
Costa Rei, na comuna de Muravera, no sul

Este setor é o mais importante da ilha, com 2 721 empresas ativas e 189 239 quartos (dados de 2008) . Em 2008 passaram 11 896 674 de passageiros pelos aeroportos da ilha (mais 1,4% que no ano anterior, apesar da crise internacional). No mesmo anos houve 12 290 414 turistas (mais 1,1% que no ano anterior).
A ilha é particularmente famosa pelas suas praias mas existem outros lugares interessantes. Entre os locais mais procurados pelos turistas encontram-se a Costa Smeralda, a vila catalã de Alghero, o maciço montanhoso de Gennargentu e suas aldeias e o pequeno porto de Bosa, dominado por uma fortaleza. Recentemente foram construídos numerosos complexos hoteleiros no sudeste (Villasimius e Muravera) e sul-sudoeste (Pula e Chia, na comuna de Domus de Maria).
Em 1994, o arquipélago de La Maddalena foi classificado como um parque nacional marinho com 15 046 ha de superfície marítima e 180 km de costas.
O desenvolvimento das infraestruturas turísticas, o clima, os vestígios arqueológicos (nurago,  etc.), fazem da Sardenha um destino atrativo, que para mais  de 10 milhões de turistas anualmente, 80% dos quais em julho e agosto.
Entre o artesanato popular entre os turistas encontram-se as peças de cortiça, como postais ilustrados, tabuleiros e outros objetos.

## Transportes

### Transportes aéreos
| Principais aeroportos da Sardenha | Principais aeroportos da Sardenha | Principais aeroportos da Sardenha | Principais aeroportos da Sardenha | Principais aeroportos da Sardenha |
| Nome                              | Códigos                           | Códigos                           | Cidade(s) mais próximas           | Coordenadas                       |
| Nome                              | IATA                              | ICAO                              | Cidade(s) mais próximas           | Coordenadas                       |
| --------------------------------- | --------------------------------- | --------------------------------- | --------------------------------- | --------------------------------- |
| Cagliari-Elmas                    | CAG                               | LIEE                              | Cagliari, Elmas                   | 39° 15' 5.29" N 9° 3' 15.42" E    |
| Alghero-Fertilia                  | AHO                               | LIEA                              | Alghero                           | 39° 15' 5.29" N 9° 3' 15.42" E    |
| Ólbia                             | OLB                               | LIEO                              | Ólbia (Costa Smeralda)            | 40° 53' 9" N 9° 31' 1" E          |

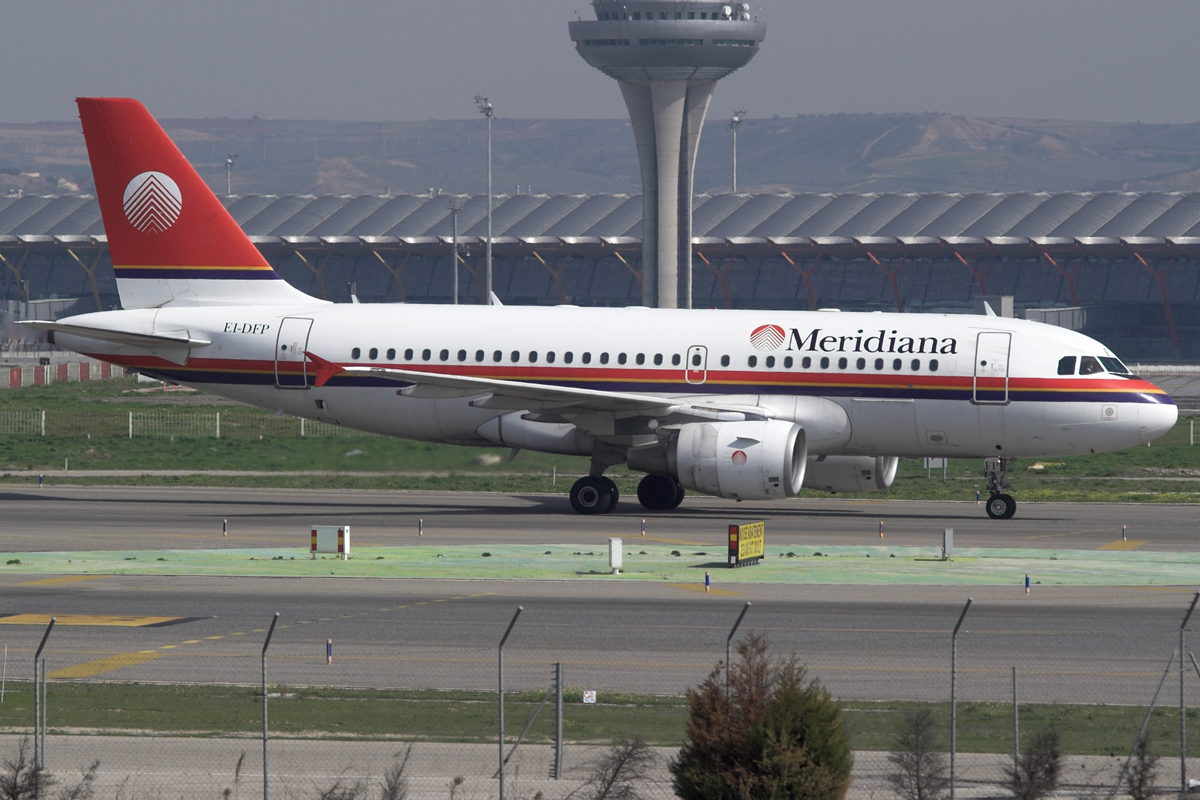
Airbus A319 da companhia aérea sarda Meridiana

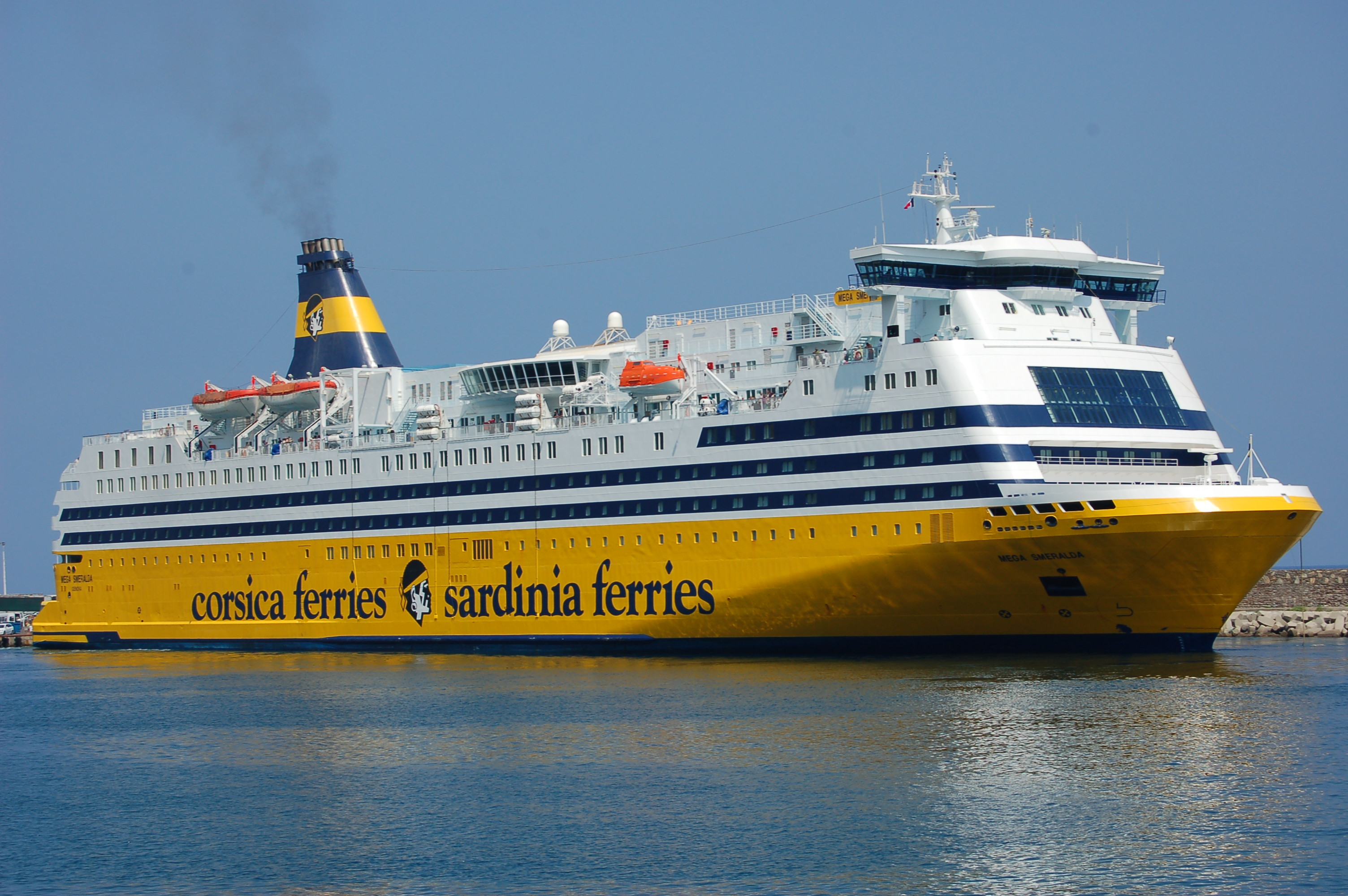
Ferries Córsega-Sardenha

Há voos regulares diretos para as principais cidades italianas, mas também para algumas cidades europeias, principalmente em França, Espanha, Reino Unido e Alemanha. Os voos internos estão limitados a uma ligação diária entre Cálhari e Ólbia.
Os cidadãos da Sardenha beneficiam de tarifas aéreas especiais. Diversas companhias aéreas de baixo custo (low cost) operam na Sardenha, existindo uma, a Meridiana que tem a sua base no aeroporto de Ólbia. A Meridiana foi fundada em 1963 com o nome de Alisarda pelo Agacão IV, Carim al-Huçaini. O desenvolvimento da companhia seguiu o da estância turística (resort) de Porto Cervo, no nordeste da ilha, um sítio famoso frequentado por milionários e estrelas de cinema de todo o mundo.

### Transportes marítimos
Os portos de Porto Torres, Santa Teresa Gallura, Ólbia, Golfo Aranci, Arbatax, Palau e Cálhari têm serviços regulares de ferry de e para Itália, França () e Espanha (Barcelona). Os custos das travessias são em geral semelhantes aos dos voos equivalentes em companhias aéreas de baixo custo.
As companhias de ferries que operam na ilha são: Tirrenia di Navigazione, Moby Lines, Corsica Ferries, Grandi Navi Veloci, SNAV, SNCM, Compagnie Méridionale de navigation (CMN) e Grimaldi Ferries.

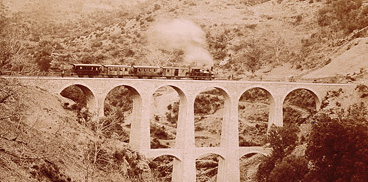
Viaduto ferroviário na linha Isili-Sorgono no fim do século XIX

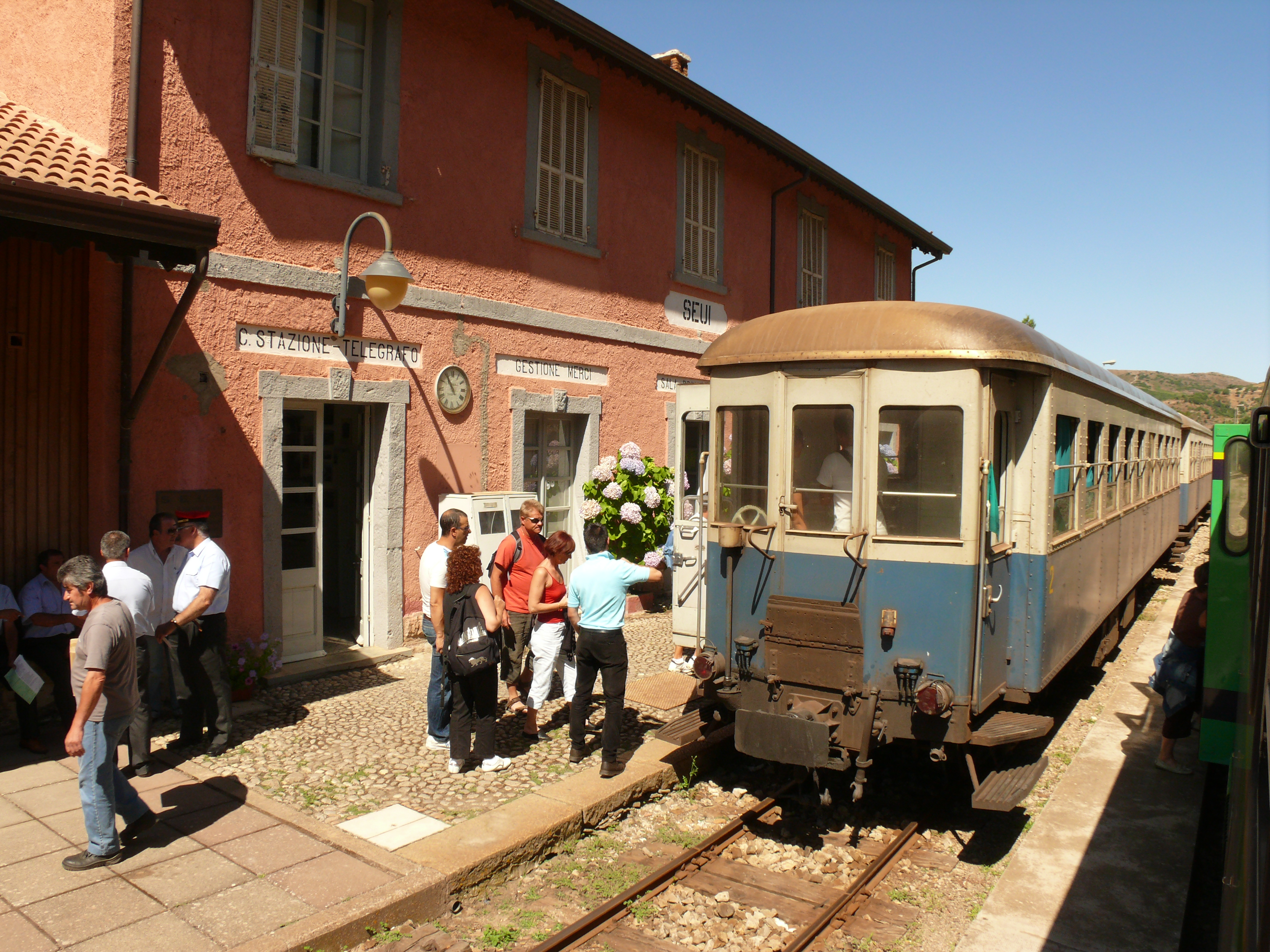
Estação de Seui

| Portos com ligação de ferry à Sardenha | Portos com ligação de ferry à Sardenha                                                           |
| País                                   | Portos                                                                                           |
| -------------------------------------- | ------------------------------------------------------------------------------------------------ |
| Itália                                 | Civitavecchia, Génova, Livorno, Nápoles, Piombino, Palermo, Trapani (os dois últimos na Sicília) |
| França                                 | Marselha, Toulon, Bonifacio, Propriano, Ajaccio (os três últimos na Córsega)                     |
| Espanha                                | Barcelona                                                                                        |

### Estradas
A Sardenha é a única região italiana que não tem autoestradas, mas tem uma rede de estradas bastante desenvolvida, com um sistema de superstrades (super-estradas ou vias rápidas), estradas de quatro faixas sem portagem, que ligam as principais  cidades e infraestruturas de transporte. O limite de velocidade é 90 km/h. A estrada principal é a Strada statale 131 Charles Felix (SS131), que liga o sul e o norte da ilha, atravessando as regiões mais povoadas de Sassari e Cálhari; faz parte da estrada europeia estrada europeia E25 e o seu traçado é basicamente o mesmo de de uma antiga estrada romana. A Strada statale 131 Diramazione Centrale Nuorese (SS131 d.c.n) liga Oristano com Ólbia, o interior da região de Nuoro. Outras estradas com grande capacidade de tráfego ligam Sassari, Alghero, Tempio Pausania, Ólbia, Cálhari, Tortolì, Iglesias, Nuoro e Villagrande Strisaili.
Está em curso a conversão das estradas principais em autoestradas, eliminando todos os cruzamentos. As estradas secundárias do interior são geralmente estreitas, com muitas curvas e contracurvas, que implicam limites de velocidade muito baixos.
Os transportes públicos em autocarro servem todas as cidades e localidades de alguma importância pelo menos uma vez por dia. No entanto, devido à baixa densidade populacional, há muitas localidades mais pequenas e remotas que só são acessíveis de automóvel. A companhia pública regional de autocarros é a Azienda Regionale Sarda Trasporti (ARST), mas há diversas outras.

### Caminhos de ferro
O sistema ferroviário da Sardenha foi desenvolvido no século XIX pelo engenheiro inglês Benjamin Piercy. Os comboios ligam toda a ilha.

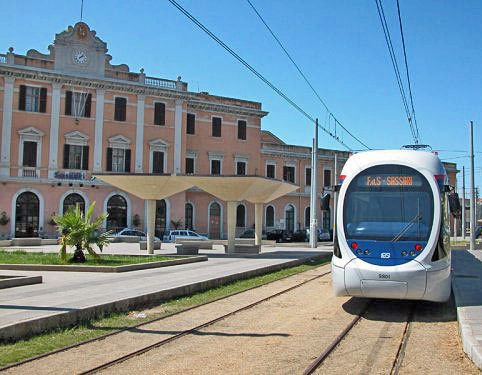
O Metrotranvia di Sassari

A Trenitalia, o maior operador ferroviário, explora as ligações entre as cidades maiores e mesmo com a península italiana através de ferries. A rede da Trenitalia é a mais moderna da ilha, sendo operada principalmente por locomotivas diesel como a Alstom "Minuetto", estando prevista para 2012 a introdução de comboios pendulares como o espanhol CAF da classe 598.
O outro operador ferroviário é a ARST Gestione FdS, mais conhecida como Ferrovie della Sardegna ou FdS, que opera linhas de via estreita com comboios geralmente muito lentos, exceto as linhas eletrificadas de tram-trenos (metropolitano de superfície)  das áreas metropolitanas de Sassari (Metrotranvia di Sassari) e Cálhari.
Uma forma interessante de descobrir a ilha é usar o trenino verde (o "comboiozinho verde"), um comboio a vapor reposto aos serviço com locomotivas e carruagens renovadas que percorre as áreas mais selvagens da ilha. Apesar da lentidão, oferece, os passageiros desfrutam de vistas magníficas impossíveis de ver das estradas principais.